# Minute Maid
Minute Maid é uma linha de produtos de bebidas, geralmente associada a limonada ou suco de laranja, mas que agora se estende a refrigerantes de diversos tipos, incluindo Hi-C.
A Minute Maid Company é de propriedade da The Coca-Cola Company, a maior empresa de sucos de frutas e bebidas do mundo.
A Minute Maid foi a primeira empresa a comercializar concentrado de suco de laranja congelado, permitindo que fosse distribuído em todos os Estados Unidos e servido durante todo o ano.
Minute Maid é vendido sob a marca Cappy na Europa Central e sob a marca "Моя Семья" (Moya sem'ya, "Minha Família") na Rússia e na Comunidade dos Estados Independentes. Na América Latina, a Minute Maid passou a se chamar Del Valle, após a aquisição da empresa em 2006.